# Štěpán Klásek
Mgr. Štěpán Klásek (* 19. září 1957 Liberec) je duchovní, v letech 1999–2013 biskup královéhradecký a někdejší správce Církve československé husitské.

## Život
Pochází z rodiny faráře CČSH Bohumila Kláska. Absolvoval Husovu československou bohosloveckou fakultu v Praze roku 1980, když již rok před tím byl 25. července 1979 vysvěcen na jáhna.
Kněžské svěcení mu pak bylo uděleno 2. října 1982 v Hrádku nad Nisou. V té době nastoupil do služby jako farář v náboženské obci Liberec a byl i administrátorem pro Frýdlant v Čechách a později Jablonné v Podještědí. Biskupem královéhradeckým byl zvolen 19. června 1999. Po dvou funkčních obdobích se jeho nástupcem v této funkci dne 27. dubna 2013 stal Mgr. Pavel Pechanec. Štěpán Klásek je ženatý, s manželkou Lenkou má syna Josefa a dcery Františku, Marušku, Cecilku a Emilku. V současné době slouží jako farář v Litomyšli.
4. zasedání VIII. sněmu se konalo v červnu 2005 a mj. přijalo rezignaci ThDr. Jana Schwarze na úřad patriarchy. Církevní zastupitelstvo následně jmenovalo správcem církve Štěpána Kláska. Jako správce církve vykonával všechny funkce patriarchy až do svolání volebního sněmu, na kterém byl v září 2006 zvolen novým patriarchou Tomáš Butta.